# Karolina Kaczorowska

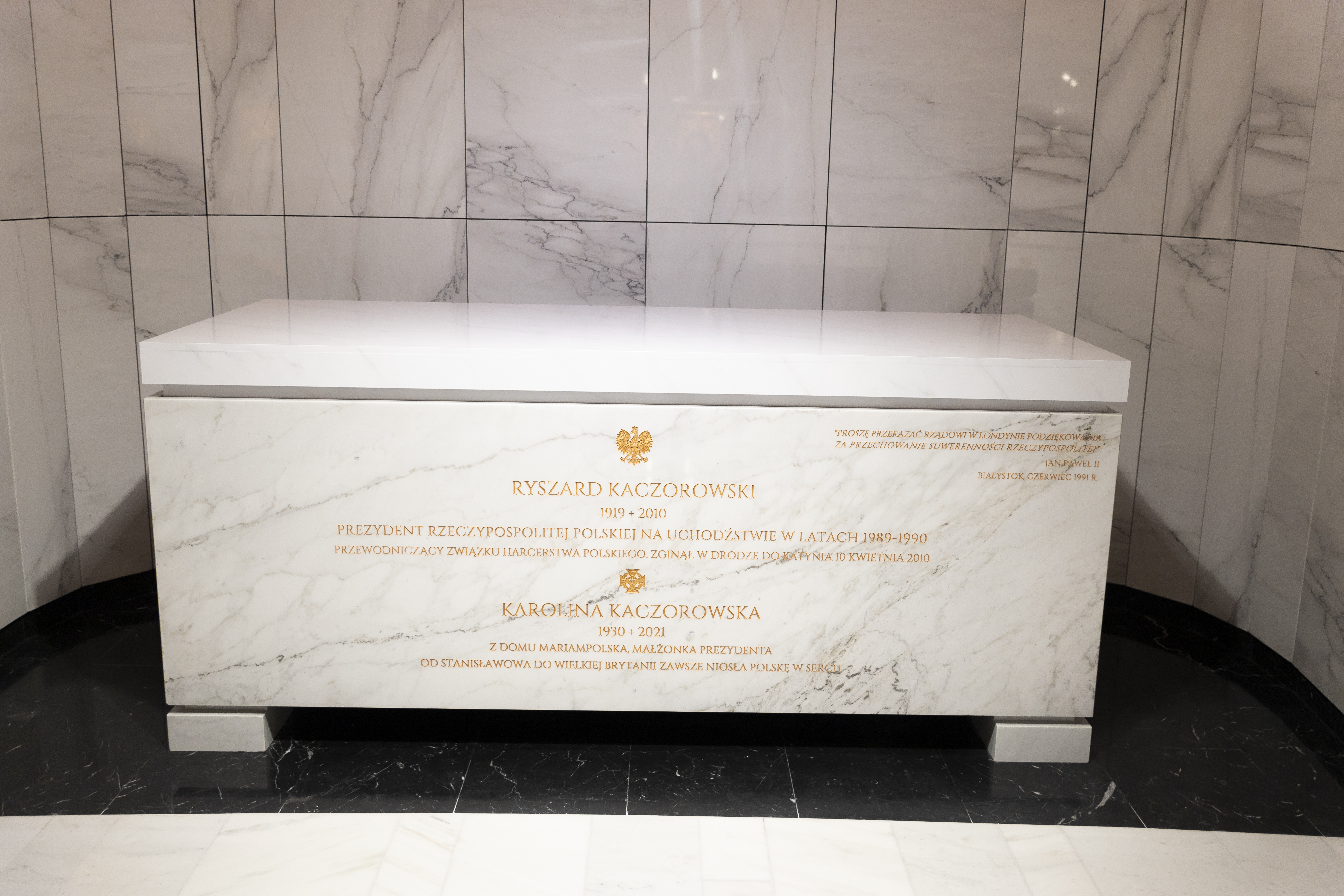
Sarkofag Ryszarda i Karoliny Kaczorowskich w Mauzoleum Prezydentów RP na Uchodźstwie

Karolina Kaczorowska z domu Mariampolska (ur. 26 września 1930 w Stanisławowie, zm. 21 sierpnia 2021 w Londynie) – polska nauczycielka i działaczka emigracyjna związana z Wielką Brytanią, w latach 1989–1990 pierwsza dama Polski jako małżonka ostatniego prezydenta RP na uchodźstwie Ryszarda Kaczorowskiego.

## Życiorys
Córka Franciszka Mariampolskiego i Rozalii z Konopków, wnuczka Ormianki. W czasie okupacji sowieckiej ziem polskich z lat 1939–1941 została wraz z rodziną wywieziona na Syberię. Jej ojciec został osadzony w łagrze, po amnestii wstąpił do Wojska Polskiego. Po opuszczeniu Związku Radzieckiego i ewakuacji do Iranu podjęła naukę w polskiej szkole, zaangażowała się też w działalność harcerską. Następnie przebywała w Karaczi w Indiach Brytyjskich oraz w osadzie Koja w Ugandzie, gdzie kontynuowała naukę. Po przyjeździe do Wielkiej Brytanii ukończyła studia na Uniwersytecie Londyńskim. Pracowała następnie jako nauczycielka, poświęciła się również działalności w harcerstwie polskim na emigracji, dzięki której poznała Ryszarda Kaczorowskiego. U boku męża aktywnie uczestniczyła w życiu społecznym polskiej emigracji, była zaangażowana m.in. w działalność charytatywną Zjednoczenia Polek w Wielkiej Brytanii. W okresie prezydentury Ryszarda Kaczorowskiego pełniła funkcję pierwszej damy.
10 kwietnia 2010 razem z mężem miała wziąć udział w obchodach 70. rocznicy zbrodni katyńskiej, jednak z powodu choroby zrezygnowała z uczestnictwa w uroczystościach. Jej mąż udał się w podróż sam, zginął w katastrofie prezydenckiego samolotu Tu-154 w Smoleńsku.
W wyborach prezydenckich w 2010 i w 2015 wspierała kandydaturę Bronisława Komorowskiego
W 2012 ukazała się książka pt. Prezydentowa Karolina Kaczorowska. Stanisławów – Sybir – Afryka – Londyn, napisana przez Iwonę Walentynowicz i poświęcona życiu byłej pierwszej damy.
Zmarła 21 sierpnia 2021. Uroczystości żałobne odbyły się w październiku 2021 w Londynie i Białymstoku. W kwietniu 2022 urna z jej prochami została sprowadzona do Warszawy. W tym samym miesiącu Karolina Kaczorowska została pochowana obok męża Ryszarda Kaczorowskiego w Panteonie Wielkich Polaków w warszawskiej Świątyni Opatrzności Bożej. W listopadzie 2022 jej szczątki przeniesiono do Mauzoleum Prezydentów RP na Uchodźstwie przy Świątyni Opatrzności Bożej.

## Życie prywatne
Związek małżeński z Ryszardem Kaczorowskim zawarła 19 lipca 1952 w Londynie. Mieli dwie córki: Alicję i Jadwigę.

## Odznaczenia
- Krzyż Komandorski Orderu Odrodzenia Polski (2012)[17][18]
- Odznaka Honorowa „Bene Merito” (2014)[19]